# Harry Son
Henri Mozes (Harry) Son (Rotterdam, 28 september 1880- Auschwitz-Monowitz, 1 oktober 1942) was een Nederlands cellist die furore maakte in Oostenrijk-Hongarije.

## Levensloop
Hij was zoon van tandarts Moses Joseph Son en Henrietta Bosman, wonende aan de Westewagenstraat, de straatbebouwing ging verloren tijdens het bombardement op Rotterdam. Hijzelf was sinds 1903 getrouwd met Marianne de Hoop.
Son kreeg zijn opleiding van Oscar Eberle tussen 1890 en 1897. Hij kreeg een vaste aanstelling bij het Gewandhausorchester in Leipzig alwaar hij eerste solo-cellist werd. Aldaar adviseerde David Popper hem een driejarige studie te gaan volgen aan de Köningliche Ungar Landes Musiacademie in Boedapest. Tussen 1902 en 1908 was hij cellist bij het Stedelijk Orkest Elberfeld. Daarna werd hij cellist bij de Hofopera in Boedapest; hij was er ook celloleraar aan de instelling die hem eerder lessen bood.
Hij was niet alleen orkestlid, maar gaf ook soloconcerten in Nederland, België, Duitsland, Oostenrijk en Hongarije. Hij was vanaf 1917 langdurig lid van het Boedapester Strijkkwartet. Hij verdween in Nederland compleet uit beeld; Het Muzikaal Nederland 1850-1910 vermeldde hem al niet meer (hij zat in 1913 in het buitenland).
Hij verliet in 1930, na ook plaatopnamen te hebben gemaakt, met onmin genoemd strijkkwartet en ging naar Mandaatgebied Palestina. Vlak voor de Tweede Wereldoorlog keerde het echtpaar terug naar Nederland, in dit geval Blaricum, Laren (Noord-Holland) en Amsterdam (Eemsstraat).
Tijdens de Jodenvervolging werd het echtpaar opgepakt en op 28 september gedeporteerd om op 1 oktober 1942 omgebracht te worden in kamp Auschwitz-Monowitz (ze hebben dezelfde overlijdensdatum gekregen). Beiden worden vermeld op het Holocaust Namenmonument in Amsterdam.

## Galerij

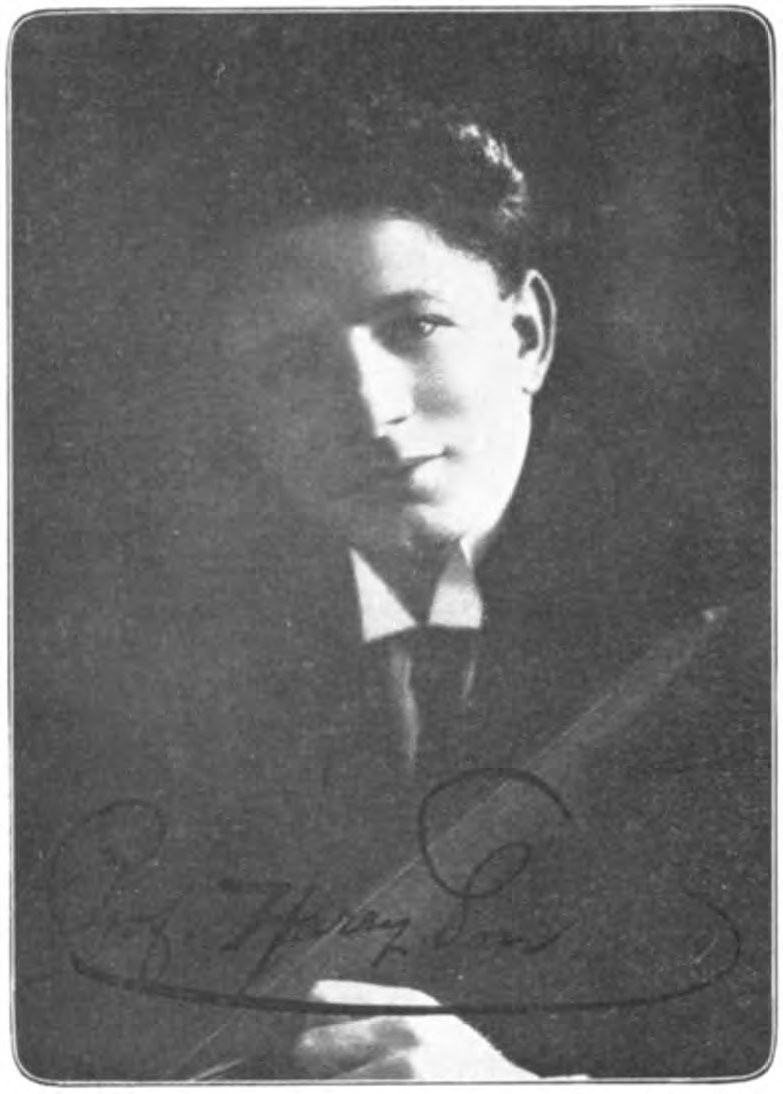
Harry Son in Onze Musici 1911
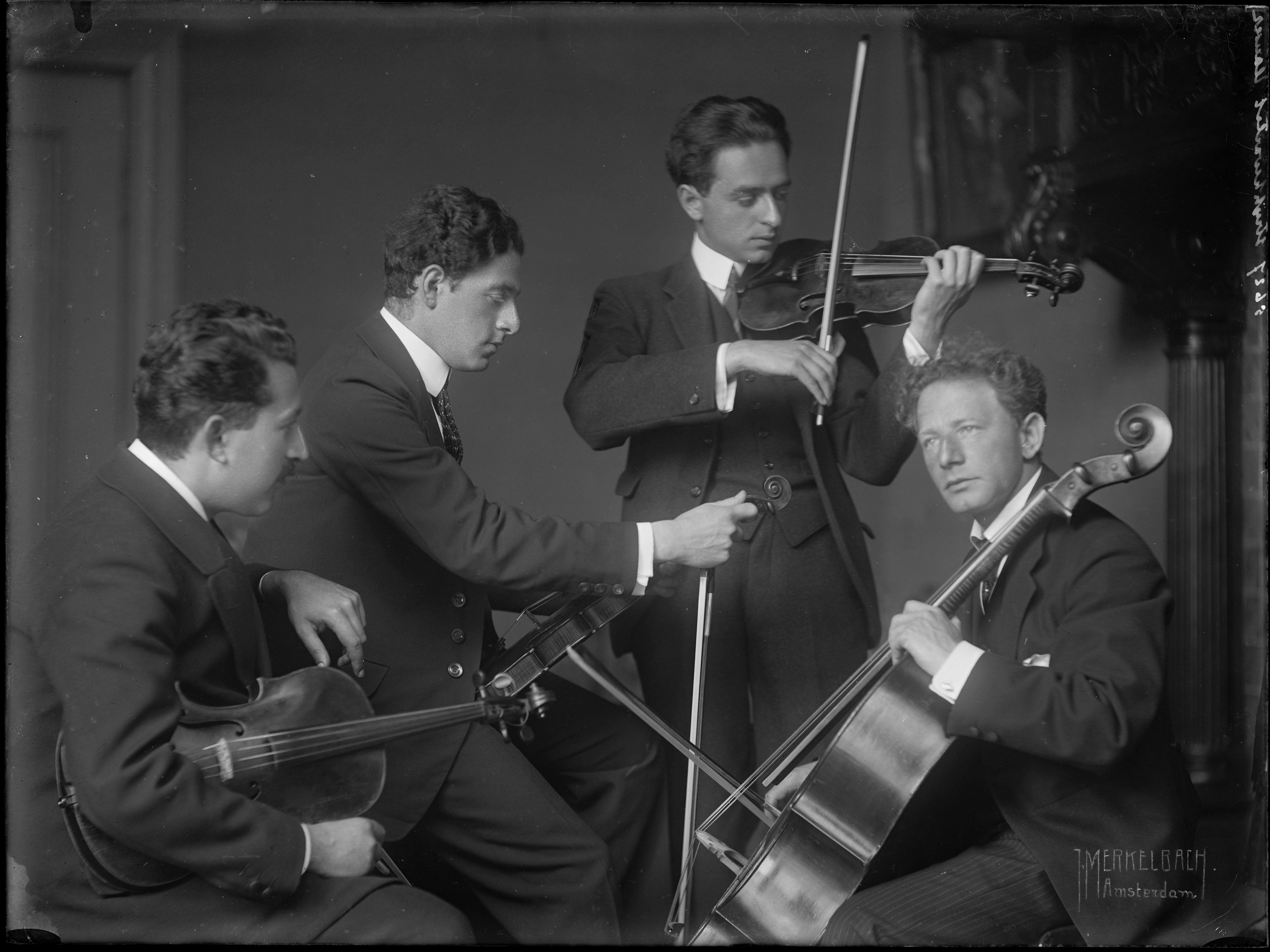
Harry Son (rechts) met het Budapester Strijkkwartet
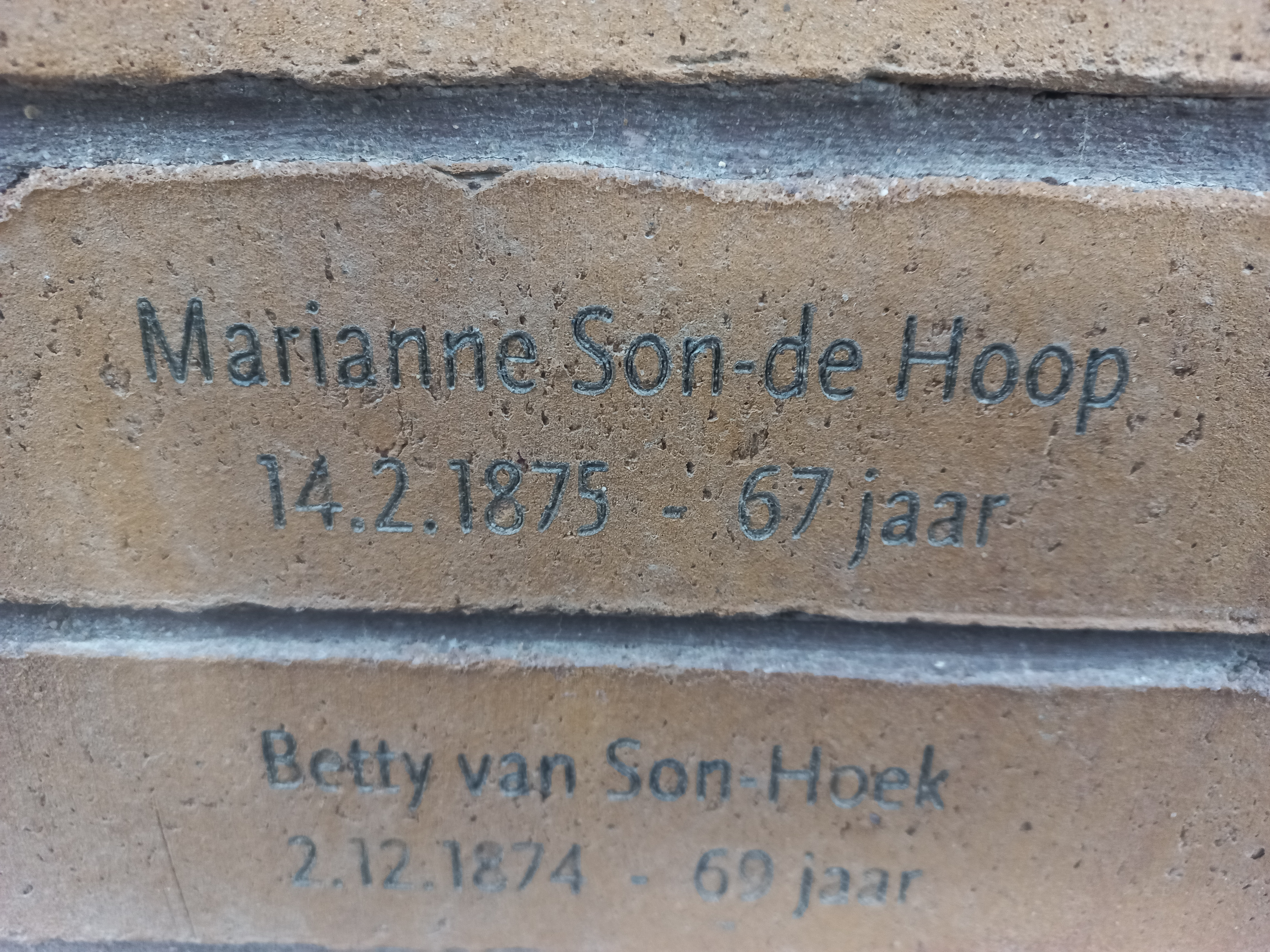
Steen Marianne Son-de Hoop op het Holocaustmonument (september 2022)